# Centrale nucléaire de Sequoyah
La centrale nucléaire de Sequoyah est située sur un terrain de 2,1 km² au bord de la rivière Tennessee, près de Chattanooga dans le Tennessee.

## Description
La centrale est équipée de deux réacteurs à eau pressurisée (REP) construits par Westinghouse :
- Sequoyah 1 : 1148 MWe conception, 1152 MWe actuelle. Mis en service en 1980, autorisation jusqu'en 2040[1],[2].
- Sequoyah 2 : 1148 MWe conception, 1139 MWe actuelle. Mis en service en 1981, autorisation jusqu'en 2041[1],[3].

L'enceinte de confinement se distingue par le « ice condenser » (condenseur à glace) qui contient à chaque instant plus d'un million kilogrammes de glace borée. Dans le cas d'un accident nucléaire, cette conception force le vapeur résultant à se condenser, réduisant la pression et température dans l'enceinte.  

## Exploitant
La centrale de Sequoyah appartient et elle est exploitée par la Tennessee Valley Authority qui est le plus important fournisseur d'électricité des États-Unis qui est propriété publique (et 6ème total par capacité de production).